# Concilio de Toledo (597)
El concilio de Toledo del 17 de mayo del año 597 fue celebrado en la iglesia pretoriense de San Pedro y San Pablo de Toledo durante el reinado de Recaredo. 
Fue de carácter nacional, contando con la asistencia de 16 obispos de cinco provincias eclesiásticas, entre ellos los metropolitanos Masona de Mérida, Migecio de Narbona y Adelfio de Toledo. En él se acordaron dos cánones: en el primero se decretó la excomunión para los prelados que no respetasen la castidad; en el segundo se prohibió erigir iglesias sin que antes hubieran sido convenientemente dotadas. 
Este concilio no fue incluido en la recopilación conciliar hispana llevada a cabo por San Isidoro; sus actas han llegado hasta nosotros por su inclusión en el Códice Emilianense. Tampoco fue numerado como parte de los Concilios de Toledo, supuestamente por la brevedad de sus disposiciones. Por su fecha se encontraría entre el III Concilio de Toledo (589) y el IV Concilio de Toledo (633).